# Frango-d'água-pequeno
O frango-d'água-pequeno (nome científico: Porphyrio flavirostris) é uma espécie de ave da família Rallidae. É encontrado em quase toda a América do Sul, na Argentina, Bolívia, Brasil, Colômbia, Equador, Guiana Francesa, Guiana, Paraguai, Peru, Suriname, Trinidade e Tobago e Venezuela.

## Descrição
O bico e o escudo frontal são amarelo-esverdeados claros. Os abrigos das asas são azul-esverdeados, enquanto o dorso e a cauda são mais castanhos. A garganta e a barriga são brancas, enquanto as pernas são amarelas.

## Distribuição
É encontrada em pântanos de água doce onde existe vegetação flutuante e isso inclui margens pantanosas de rios e lagos. O ninho é uma xícara aberta de folhas escondidas na densa vegetação do pântano. O tamanho da ninhada é de 4 a 5 ovos, incubados por ambos os pais.

## Dieta
A dieta consiste em invertebrados, insectos e sementes retiradas da água e da vegetação. Escala em caules de junco para dobrá-los sobre a água para pegar comida.